# Prosopofrontina cerina
Prosopofrontina cerina är en tvåvingeart som först beskrevs av Louis-Paul Mesnil 1977.  Prosopofrontina cerina ingår i släktet Prosopofrontina och familjen parasitflugor.
Artens utbredningsområde är Madagaskar. Inga underarter finns listade i Catalogue of Life.